# Serdar
Serdar (anteriormente conocida como Kyzyl-Arvat o Gyzylarbat) es una localidad de Turkmenistán, en la provincia de Balkan.
Se encuentra a una altitud de 221 m sobre el nivel del mar. 

## Demografía
Según estimación 2010 contaba con una población de 93692 habitantes.